# Big Man Japan
Pour plus de détails, voir Fiche technique et Distribution.
Big Man Japan (japonais : Dai Nippon-jin, 大日本人) est le premier long-métrage du réalisateur japonais Hitoshi Matsumoto, sorti en 2007 au Japon. Il s'agit d'une parodie de films de kaijū (monstres géants), qui en présente une version « réaliste » et triviale, au détriment du personnage principal, joué par Hitoshi Matsumoto lui-même.

## Synopsis
Big Man Japan commence comme un film documentaire consacré à Masaru Daisatō (Hitoshi Matsumoto), un marginal japonais détesté de ses voisins, qui est régulièrement appelé par le gouvernement pour combattre des monstres géants qui apparaissent dans l'archipel. Pour cela, il se rend dans une centrale électrique où il se transforme lui-même en géant. Son grand-père, maintenant en maison de retraite, avait occupé le poste, mais depuis cette époque sa fonction a perdu tout prestige : les audiences télévisées de ses exploits sont déplorables et son attachée de presse l'oblige à se financer grâce des publicités peintes sur son corps. Une série de fiascos contre des monstres particulièrement grotesques achève de le discréditer (une sorte de bébé, une paire de monstres qui ne songe qu'à s'accoupler, etc.)
Alors que le début du film se présente comme un mélange de prises de vues réelles et d'images de synthèse, ses dernières minutes mettent le comble à la déchéance du personnage en étant tournées dans un décor en carton-pâte et des costumes rappelant la série télévisée des années 1960 Ultraman : une famille de super-héros américains intervient pour battre le bébé géant sous les yeux de Big Man Japan terré derrière un immeuble.

## Fiche technique
- Titre original : Dai Nippon-jin (大日本人?)
- Titre international : Big Man Japan
- Réalisation : Hitoshi Matsumoto
- Scénario : Hitoshi Matsumoto et Mitsuyoshi Takasu
- Photographie : Hideo Yamamoto
- Musique : Tōwa Tei
- Montage : Soichi Ueno
- Production : Phantom Film et Shochiku
- Producteur exécutif : Akihiro Okamoto
- Pays d'origine : Japon
- Format : Couleurs - 35 mm
- Genre : Film de kaijū parodique
- Durée : 113 min
- Dates de sortie :
  - 2 juin 2007 (Japon)
  - mai 2007 (France : Festival de Cannes, Quinzaine des réalisateurs)

## Distribution
- Hitoshi Matsumoto : Masaru Daisatō / Big Man Japan
- Riki Takeuchi : un monstre
- UA : Kobori
- Ryunosuke Kamiki : bébé géant
- Haruka Unabara : monstre étrangleur
- Tomoji Hasegawa : l'interviewer
- Itsuji Itao : monstre fleur femelle
- Hiroyuki Miyasako : mère de Super Justice
- Takayuki Haranishi : monstre fleur mâle
- Daisuke Miyagawa : Super Justice
- Takuya Hashimoto : Midon
- Taichi Yazaki : grand-père de Masaru
- Shion Machida : ancienne épouse de Masaru
- Atsuko Nakamura : Azusa, propriétaire de bar
- Daisuke Nagakura : grand-père de Masaru (jeune)
- Motohiro Toriki : père de Masaru
- Keidai Yano : Masaru jeune
- Junshirō Hayama : prêtre shintō